# Superliga de Eslovaquia 2024-25
La temporada 2024-25 fue la edición número 32 de la Superliga de Eslovaquia, la máxima categoría del fútbol profesional en Eslovaquia. La temporada comenzó el 27 de julio de 2024 y finalizó el 24 de mayo de 2025.
El Slovan Bratislava fue el campeón defensor de la Superliga, después de conquistar el decimocuarto título de su historia la temporada anterior.

## Formato
Los 12 equipos participantes jugarán entre sí todos contra todos dos veces totalizando 22 partidos cada uno, al término de la fecha 22 los seis primeros clasificados pasarán a jugar la Ronda por el campeonato, mientras que los otros seis pasarán a jugar la Ronda por la permanencia.
En la Ronda por el campeonato los 6 equipos participantes jugarán entre sí todos contra todos dos veces totalizando, 32 partidos, al término de la fecha 32, el primer clasificado se coronará campeón y obtendrá un cupo para la Primera ronda de la Liga de Campeones 2025-26, mientras que el segundo y el tercero obtendrán un cupo para la Primera ronda de la Liga Conferencia 2025-26.
En la Ronda por la permanencia, los 6 equipos participantes jugaran entre sí todos contra todos dos veces totalizando 32 partidos cada uno, al término de la fecha 32, el penúltimo clasificado jugará un play-off de relegación contra el subcampeón de la 2. liga y el último descenderá directamente a la 2. liga 2025-26
Un cupo para la Primera ronda de la Liga Europa 2025-26 será asignado al campeón de la Copa de Eslovaquia.

## Ascensos y descensos
| Pos. | Descendido de Superliga de Eslovaquia 2023-24 |
| ---- | --------------------------------------------- |
| 12.º | Zlaté Moravce                                 |

| Pos. | Ascendido de 2. Liga de Eslovaquia 2023-24 |
| ---- | ------------------------------------------ |
| 1.º  | Komárno                                    |

## Equipos participantes
| Club                  | Ciudad          | Estadio                     | Capacidad |
| --------------------- | --------------- | --------------------------- | --------- |
| DAC Dunajská Streda   | Dunajská Streda | MOL Aréna                   | 12 700    |
| Dukla Banská Bystrica | Banská Bystrica | Štadión SNP                 | 7900      |
| Komárno               | Komárno         | Mestský štadión Komárno     | 5000      |
| Košice                | Košice          | Košická Futbalová Aréna     | 5830      |
| Ružomberok            | Ružomberok      | Štadión pod Čebraťom        | 4817      |
| Skalica               | Skalica         | Mestský štadión Skalica     | 1500      |
| Slovan Bratislava     | Bratislava      | Tehelné pole                | 22 500    |
| Spartak Trnava        | Trnava          | Štadión Antona Malatinského | 19 200    |
| Trenčín               | Trenčín         | Štadión na Sihoti           | 10 000    |
| Žilina                | Žilina          | Štadión pod Dubňom          | 11 253    |
| Železiarne Podbrezová | Podbrezová      | ZELPO Aréna                 | 4061      |
| Zemplín Michalovce    | Michalovce      | Mestský futbalový štadión   | 4440      |

## Temporada regular

### Tabla de posiciones
| Pos. | Equipo                | Pts. | PJ | G  | E  | P  | GF | GC | Dif. | Clasificación 2024-25 |
| ---- | --------------------- | ---- | -- | -- | -- | -- | -- | -- | ---- | --------------------- |
| 1    | Slovan Bratislava     | 49   | 22 | 15 | 4  | 3  | 48 | 25 | +23  | Grupo de campeonato   |
| 2    | Žilina                | 45   | 22 | 13 | 6  | 3  | 42 | 19 | +23  | Grupo de campeonato   |
| 3    | Spartak Trnava        | 44   | 22 | 12 | 8  | 2  | 34 | 17 | +17  | Grupo de campeonato   |
| 4    | DAC Dunajská Streda   | 32   | 22 | 8  | 8  | 6  | 32 | 22 | +10  | Grupo de campeonato   |
| 5    | Železiarne Podbrezová | 30   | 22 | 7  | 9  | 6  | 31 | 29 | +2   | Grupo de campeonato   |
| 6    | Košice                | 29   | 22 | 7  | 8  | 7  | 29 | 25 | +4   | Grupo de campeonato   |
| 7    | Zemplín Michalovce    | 27   | 22 | 6  | 9  | 7  | 27 | 33 | −6   | Grupo de descenso     |
| 8    | Komárno               | 22   | 22 | 6  | 4  | 12 | 24 | 38 | −14  | Grupo de descenso     |
| 9    | Trenčín               | 20   | 22 | 3  | 11 | 8  | 22 | 35 | −13  | Grupo de descenso     |
| 10   | Ružomberok            | 20   | 22 | 5  | 5  | 12 | 22 | 38 | −16  | Grupo de descenso     |
| 11   | Skalica               | 19   | 22 | 4  | 7  | 11 | 21 | 35 | −14  | Grupo de descenso     |
| 12   | Dukla Banská Bystrica | 17   | 22 | 4  | 5  | 13 | 22 | 38 | −16  | Grupo de descenso     |

Actualizado a los partidos jugados el 1 de marzo de 2025.
 Fuente: Fortuna Liga, Soccerway
Criterios de clasificación: 1) Puntos; 2) puntos entre sí; 3) diferencia de goles entre sí; 4) Goles de visita entre sí; 5) Play-off.

### Resultados
| Local \ Visitante     | DAC | DUK | KOM | KOS | RUZ | SKA | SLO | SPA | TRE | ZPO | ZEM | ZIL |
| --------------------- | --- | --- | --- | --- | --- | --- | --- | --- | --- | --- | --- | --- |
| DAC Dunajská Streda   | —   | 0–0 | 2–0 | 1–3 | 3–0 | 3–1 | 1–2 | 0–0 | 3–3 | 3–0 | 0–1 | 0–3 |
| Dukla Banská Bystrica | 1–0 | —   | 2–3 | 2–3 | 2–1 | 1–1 | 0–2 | 1–4 | 6–1 | 0–2 | 1–0 | 1–2 |
| Komárno               | 0–1 | 3–0 | —   | 1–1 | 1–2 | 0–0 | 1–4 | 1–2 | 2–1 | 1–2 | 1–3 | 1–0 |
| Košice                | 2–2 | 4–0 | 0–1 | —   | 2–1 | 1–1 | 1–1 | 1–1 | 0–0 | 3–0 | 3–2 | 1–2 |
| Ružomberok            | 1–1 | 1–1 | 1–3 | 2–1 | —   | 1–2 | 1–5 | 0–2 | 1–0 | 1–0 | 2–2 | 1–0 |
| Skalica               | 1–3 | 1–0 | 3–0 | 0–0 | 1–0 | —   | 2–3 | 1–2 | 0–0 | 1–2 | 0–0 | 0–0 |
| Slovan Bratislava     | 2–1 | 3–1 | 6–0 | 2–1 | 2–1 | 3–1 | —   | 0–1 | 1–1 | 1–0 | 1–1 | 0–5 |
| Spartak Trnava        | 1–1 | 1–0 | 3–2 | 1–0 | 2–2 | 2–0 | 0–1 | —   | 0–0 | 1–1 | 3–1 | 0–0 |
| Trenčín               | 0–3 | 2–2 | 1–0 | 2–0 | 0–0 | 2–1 | 1–1 | 2–3 | —   | 1–1 | 0–0 | 2–4 |
| Železiarne Podbrezová | 0–0 | 1–1 | 2–2 | 0–0 | 2–0 | 7–1 | 1–3 | 0–4 | 2–1 | —   | 4–1 | 0–0 |
| Zemplín Michalovce    | 0–3 | 1–0 | 0–0 | 3–2 | 4–2 | 2–1 | 2–4 | 0–0 | 1–1 | 2–2 | —   | 1–1 |
| Žilina                | 1–1 | 2–0 | 2–1 | 0–2 | 3–1 | 3–2 | 2–1 | 3–1 | 4–1 | 2–2 | 3–1 | —   |

## Ronda Campeonato

### Tabla de posiciones
| Pos. | Equipo                  | Pts. | PJ | G  | E  | P  | GF | GC | Dif. | Clasificación 2025-26                       |
| ---- | ----------------------- | ---- | -- | -- | -- | -- | -- | -- | ---- | ------------------------------------------- |
| 1    | Slovan Bratislava (C)   | 72   | 32 | 22 | 6  | 4  | 74 | 39 | +35  | Segunda ronda de la Liga de Campeones       |
| 2    | Žilina                  | 54   | 32 | 15 | 9  | 8  | 55 | 40 | +15  | Segunda ronda de la Liga Europa Conferencia |
| 3    | Spartak Trnava          | 52   | 32 | 14 | 10 | 8  | 46 | 34 | +12  | Primera ronda de la Liga Europa             |
| 4    | DAC Dunajská Streda (O) | 51   | 32 | 13 | 12 | 7  | 48 | 34 | +14  | Play-offs para la Liga Conferencia          |
| 5    | Košice                  | 44   | 32 | 11 | 11 | 10 | 45 | 38 | +7   | Play-offs para la Liga Conferencia          |
| 6    | Železiarne Podbrezová   | 37   | 32 | 8  | 13 | 11 | 40 | 43 | −3   | Play-offs para la Liga Conferencia          |

Actualizado a los partidos jugados el 17 de mayo de 2025.
 Fuente: Fortuna Liga, Soccerway
Criterios de clasificación: 1) Puntos; 2) puntos entre sí; 3) diferencia de goles entre sí; 4) Goles de visita entre sí; 5) Play-off.

### Resultados
| Local \ Visitante     | DAC | KOS | SLO | SPA | ZPO | ZIL |
| --------------------- | --- | --- | --- | --- | --- | --- |
| DAC Dunajská Streda   | —   | 3–2 | 2–1 | 1–0 | 1–1 | 3–1 |
| Košice                | 2–2 | —   | 2–3 | 2–1 | 1–1 | 3–2 |
| Slovan Bratislava     | 2–2 | 1–0 | —   | 1–1 | 3–1 | 4–2 |
| Spartak Trnava        | 1–1 | 0–1 | 2–3 | —   | 2–1 | 2–4 |
| Železiarne Podbrezová | 2–0 | 0–1 | 1–3 | 1–2 | —   | 1–1 |
| Žilina                | 0–1 | 0–0 | 0–5 | 2–1 | 0–0 | —   |

|                                       |
| Bandera de Eslovaquia                 |
| Campeón Slovan Bratislava 15.º título |

## Grupo Descenso

### Tabla de posiciones
| Pos. | Equipo                    | Pts. | PJ | G  | E  | P  | GF | GC | Dif. | Clasificación 2025-26              |
| ---- | ------------------------- | ---- | -- | -- | -- | -- | -- | -- | ---- | ---------------------------------- |
| 1    | Zemplín Michalovce        | 40   | 32 | 10 | 10 | 12 | 48 | 56 | −8   | Play-offs para la Liga Conferencia |
| 2    | Komárno                   | 39   | 32 | 11 | 6  | 15 | 36 | 48 | −12  |                                    |
| 3    | Skalica                   | 38   | 32 | 10 | 8  | 14 | 36 | 45 | −9   |                                    |
| 4    | Ružomberok                | 36   | 32 | 10 | 6  | 16 | 35 | 50 | −15  |                                    |
| 5    | Trenčín (O)               | 35   | 32 | 7  | 14 | 11 | 37 | 48 | −11  | Play-off de descenso               |
| 6    | Dukla Banská Bystrica (D) | 22   | 32 | 5  | 7  | 20 | 35 | 60 | −25  | Descenso a 2. Liga                 |

Actualizado a los partidos jugados el 17 de mayo de 2025.
 Fuente: Fortuna Liga, SoccerWay

### Resultados
| Local \ Visitante     | DUK | KOM | RUZ | SKA | TRE | ZEM |
| --------------------- | --- | --- | --- | --- | --- | --- |
| Dukla Banská Bystrica | —   | 0–1 | 0–2 | 0–2 | 2–3 | 2–3 |
| Komárno               | 2–1 | —   | 1–2 | 1–1 | 0–0 | 0–1 |
| Ružomberok            | 1–2 | 0–1 | —   | 3–2 | 1–0 | 1–0 |
| Skalica               | 3–1 | 0–1 | 1–0 | —   | 1–0 | 1–0 |
| Trenčín               | 2–2 | 1–0 | 2–2 | 2–0 | —   | 3–2 |
| Zemplín Michalovce    | 3–3 | 4–5 | 2–1 | 2–4 | 3–2 | —   |

## Play-off para Liga Conferencia de la UEFA
|  | Semifinales | Semifinales           | Semifinales |                       |   | Final               | Final | Final |  |
|  |             |                       |             |                       |   |                     |       |       |  |
|  |             |                       |             |                       |   |                     |       |       |  |
|  | 4           | DAC Dunajská Streda   | 2           |                       |   |                     |       |       |  |
|  | 4           | DAC Dunajská Streda   | 2           |                       |   |                     |       |       |  |
|  | 7           | Zemplín Michalovce    | 1           |                       |   |                     |       |       |  |
|  | 7           | Zemplín Michalovce    | 1           |                       | 4 | DAC Dunajská Streda | 3     |       |  |
|  |             |                       |             |                       | 4 | DAC Dunajská Streda | 3     |       |  |
|  |             |                       | 6           | Železiarne Podbrezová | 2 |                     |       |       |  |
|  | 5           | Košice                | 6           | Železiarne Podbrezová | 2 | 2(4)                |       |       |  |
|  | 5           | Košice                |             |                       |   | 2(4)                |       |       |  |
|  | 6           | Železiarne Podbrezová | 2(5)        |                       |   |                     |       |       |  |
|  | 6           | Železiarne Podbrezová | 2(5)        |                       |   |                     |       |       |  |
|  |             |                       |             |                       |   |                     |       |       |  |

## Play-off de descenso
| 20 de mayo de 2025 | Zlaté Moravce   | 1:1 (1:0) | Trenčin            | Štadión FC ViOn, Zlaté Moravce |                         |
| 20:00              | Marek Kuzma 13' | Reporte   | Chinonso Emeka 52' | Árbitro(s): Filip Glove        | Árbitro(s): Filip Glove |

| 24 de mayo de 2025 | Trenčin                                                                      | 4:2 (1:1) (Global 5:3) | Zlaté Moravce                          | Štadión na Sihoti, Trenčin |                           |
| 17:00              | Lukas Skovajsa 6' · Chinonso Emeka 48' · Artur Gajdos 63 pen.' · Molik 90+5' | Reporte                | Jan Kadlec 21' · Matek Helebrand 90+3' | Árbitro(s): Iván Kružliak  | Árbitro(s): Iván Kružliak |

## Goleadores
Actualizado el 24 de mayo de 2025.
| Pos. | Jugador              | Equipo                 | Goles |
| ---- | -------------------- | ---------------------- | ----- |
| 1    | David Strelec        | Slovan Bratislava      | 20    |
| 1    | Tigran Barseghyan    | Slovan Bratislava      | 20    |
| 3    | Alexandros Kysiridis | MFK Zemplín Michalovce | 15    |
| 4    | Martín Rymarenko     | Dukla Banská Bystrica  | 13    |
| 5    | Ammar Ramadan        | DAC Dunajská Streda    | 11    |